# Flatoidinus bifidus
Flatoidinus bifidus är en insektsart som beskrevs av Caldwell och Martorell 1951. Flatoidinus bifidus ingår i släktet Flatoidinus och familjen Flatidae. Inga underarter finns listade i Catalogue of Life.